# Andrew Beauchamp-Proctor
El Capità Andrew (Anthony) Frederick Weatherby Beauchamp-Proctor (Mossel Bay, Cap Occidental, Sud-àfrica, 4 de setembre de 1894 - RAF Hendon, Anglaterra, 21 de juny de 1921) fou un aviador de combat as sud-africà receptor de la Creu Victòria, la condecoració de més nivell pel valor mostrat vers l'enemic de l'Imperi Britànic i la Commonwealth. Fou l'as d'asos de sud-africà de la Primera Guerra Mundial acreditat amb 54 victòries.

## Primers passos
Beauchamp-Proctor va néixer el 4 de setembre de 1894 a Mossel Bay, Cap Occidental segon fill d'un professor. Estudiava enginyeria a la University of Cape Town quan la Primera Guerra Mundial va esclatar. Abandonà els seus estudis per a entrar als Duke of Edinburgh's Own Rifles. Serví com a guardavies durant la campanya alemanya del sud-oest d'Àfrica.
L'agost de 1915 fou desmobilitzat amb un llicenciament honorable. Ràpidament tornà a la universitat i començà a treballar a la South African Field Telegraph. Acabà els seus estudis just abans de tornar-se a allistar, aquest cop a la Royal Flying Corps (RFC) al març de 1917.
Fou acceptat com a mecànic de tercera classe. D'aquí, passà a aprenent de pilot a l'Escola d'Aeronàutica Militar d'Oxford, Anglaterra, on també fou fet oficial. Va aprendre a pilotar tot i les dificultats provocades per la seva estatura d'1,58 metres. El seient del seu aparell fou modificat per a poder-lo acomodar, alçant-lo de manera que pogués tindre una millor visió de la cabina i també per a poder arribar als controls. El timó també necessità ésser modificat.
El 10 de juny de 1917, feu el seu primer vol en solitari, amb poc més de 5 hores de vol. S'accidentà a l'aterrar, destrossant el tren d'aterratge. Tot i això, continuà volant en solitari. Fou transferit a un esquadró de bombarders, l'Esquadró núm. 84, quan comptava amb poc menys de 10 hores d'experiència de vol. Quan arribà a aquest esquadró però, estava essent reformat com a esquadró de caces.

## França 1917-18
El 23 de setembre de 1917, la unitat fou enviada a França amb SE5s. Sota les ordres del Major William Sholto Douglas l'esquadró va esdevenir un dels esquadrons de caces més eficients de la Royal Air Force durant 1918. L'esquadró fou acreditat amb un total de 323 victòries, produint un total de 25 asos. Tot i això, Beauchamp-Proctor en destacaria notablement, amb quasi el triple de victòries que el segon as. Beauchamp-Proctor no era particularment apreciat com a pilot, però era letal.
Les habilitats de pilotatge de Beauchamp-Proctor poden ser jutjades pel fet que s'accidentà fins a 3 vegades abans d'arribar a abatre un aparell enemic. Beauchamp-Proctor continuà pilotant el SE5 amb modificacions al seient i controls, unes modificacions que el seu company d'esquadró nascut a Philadelphia, Joseph E. "Child Yank" Boudwin, que feia 5 cm més, també havia d'utilitzar. És probable que les modificacions relativament rudimentàries amb les quals havia de pilotar tinguin alguna cosa a veure amb els problemes de Beauchamp-Proctor de cara al pilotatge.
La seva primera victòria arribà amb l'entrada a l'any nou. El 3 de gener de 1918, envià un biplaça alemany 'fora de control'. Reclamà quatre victòries més al febrer, assolint l'estatus d'as. Només una de les seves primeres 5 victòries fou confirmada com a enemic "destruït", les altres 4 consten com a dut 'fora de control'.
Al març va aconseguir 4 victòries més, tres de les quals foren assolides en tan sols 5 minuts el dia 17. A l'abril va abatre un aparell més.
De les seves 11 victòries aconseguides al mes de maig, 5 foren el dia 19. Aquell matí, va abatre un aparell de reconeixement, un quart d'hora més tard es va desfer d'un caça Albatros D.V. A la tarda, al voltant de les 18.35 h va abatre 3 Albatros D.V més. El dia 31 de maig el seu total ascendia a 21 víctimes, 16 caces i 5 aparells de reconeixement.
L'endemà marcaria un canvi per a ell, va abatre el seu primer globus aerostàtic. Per la resta de la seva carrera, escolliria deixar cec a l'enemic, concentrant-se en abatre globus aerostàtics i aparells de reconeixement. Tot i que als inicis comptava amb moltes victòries sobre aparells duts 'fora de control', a partir d'aquest moment, el registre indica destrucció rere destrucció. La seva ratxa seguiria fins al 13 de juny, on durant aquest temps destruiria 4 globus aerostàtics, un biplaça de reconeixement i un caça. Només un caça seria dut 'fora de control'.
El dia 22 fou condecorat amb la Creu Militar.
Després de passar el juliol en blanc, el 3 d'agost seria condecorat amb una de les primeres Distinguished Flying Cross mai conferides.
La seva sequera de victòries durà quasi un mes, ja que tingué un permís per a descansar, i a més ajudà en el reclutament de nous pilots per a la RFC. El 8 d'agost, en el seu retorn, va abatre un globus, que seria la seva victòria número 29. El 9 d'agost Beauchamp-Proctor estava liderant l'esquadró 84 en una patrulla sobre Bertangles, amb Boudwin i Hugh Saunders als flancs, quan es veié involucrat en un combat a les 14:00, en que participaren tots tres, front caces Fokkers D.VII de la Jagdgeschwader 1, aquell dia liderats per Hermann Göring. Amb 14 reclamacions més durant l'agost, acabaria el mes amb 43 victòries.
El dia 22 fou memorable per a ell, atacà una línia de 6 globus que estaven sobre les files britàniques al front. Va destruir el primer amb les seves metralladores i forçà als altres 5 a aterrar, amb els observadors saltant amb els seus paracaigudes.
Les seves 15 victòries de l'agost inclourien 5 globus, tots destruïts, i 2 biplans més. Al setembre reclamaria 4 globus més.
Els primers dies d'octubre, destruiria 3 globus més i 3 caces Fokker D.VII, un dels quals va caure en flames. Un quart D.VII fou dut 'fora de control'. El 8 d'octubre fou ferit al braç amb foc antiaeri, acabant així amb el seu paper al front.
Fins a finals de maig, havia destruït sis aparells enemics en solitari, i havia compartit la destrucció de dos mes. En va dur 10 'fora de control', compartint-ne un mes. Dues de les seves víctimes foren capturades. Realment un rècord memorable, i com la majoria d'asos, sense victòries sobre globus aerostàtics. Aquests, estaven fortament defensats per l'artilleria antiaèria, i molts caces patrullant a prop, preparats per a la seva defensa, cosa que feia que fossin objectius força perillosos. Normalment els atacs sobre els globus eren atacs coordinats.
La llista total de victòries de Beauchamp-Proctor arribà a les 54; 2 (i 1 de compartit) aparells enemics capturats, 13 (i 3 de compartits) globus destruïts, 15 (i 1 de compartit) aparells destruïts, 15 (i 1 de compartit) duts 'fora de control'.
Els 16 globus aerostàtics destruïts el van fer el pilot amb més globus abatuts de l'Imperi Britànic.
El 2 de novembre, fou condecorat amb la Distinguished Service Order i el 30, amb la Creu Victòria.

## Després de la guerra
Abandonà l'hospital al març de 1919 i fa conferències durant 4 mesos als Estats Units, abans de tornar a Anglaterra per a llicenciar-se com a pilot d'hidroavions essent oficial permanent com a tinent de vol per la Royal Air Force.
Després de la seva condecoració amb la Creu Victòria a Buckingham Palace al novembre de 1919 li fou concedit un any de permís, amb el qual va poder acabar els seus estudis d'enginyeria.

## Mort
Beauchamp-Proctor morí el 21 de juny de 1921 en un accident mentre entrenava en un Sopwith Snipe, preparant-se per a una exhibició aèria a RAF Hendon. El seu aparell entrà en barrena després d'efectuar un 'loop' a baixa velocitat, morint a l'estavellar-se aquest.
Fou enterrat a Upavon, Wiltshire, però a l'agost de 1921 les seves restes foren repatriades a Sud-àfrica on se li donà un funeral d'estat.
Encara avui existeix confusió sobre el nom de pila de Beauchamp-Proctor. Durant decades fou llistat com a "Anthony" però estudis més recents indiquen que el seu nom era "Andrew", essent aquest el nom que apareix a la seva tomba.